# Българска търговско-промишлена палата
Българската търговско-промишлена палата (БТПП) е водеща асоциация на около 45 000 работодатели в България, основана през 1895 г.
Според БТПП, организацията е "Българската търговско промишлена палата (създадена през 1895 г.) е независимо, неправителствено сдружение за подпомагане, насърчаване, представителство и защита на стопанските интереси на своите членове, допринасящо за развитието на международното икономическо сътрудничество и оказване на съдействие за европейската и международна интеграция на РБългария. Дейността на Палатата се основава на принципите на доброволно членство, автономия и самофинансиране. БТПП се стреми към установяване на коректни и етични взаимоотношения сред бизнес - средите."
Предлага услуги чрез национално представеното членство и мрежата от 28 регионални палати.
Част е от международна мрежа от търговски палати и е член на различни международни организации, съвместни палати и съвети.
БТПП е член на Националния съвет за тристранно сътрудничество (НСТС), представлявана от Цветан Симеонов и Васил Тодоров.